# Отсиго (Миннесота)
Отсиго (англ. Otsego) — город в округе Райт, штат Миннесота, США. На площади 78,6 км² (76,1 км² — суша, 2,5 км² — вода), согласно переписи 2002 года, проживают 6389 человек. Плотность населения составляет 84 чел./км².
- Телефонный код города — 763
- Почтовый индекс — 55301, 55362 ,55330
- FIPS-код города — 27-49138[1]
- GNIS-идентификатор — 0649039[2]